# Gladiolus puberulus
Gladiolus puberulus är en irisväxtart som beskrevs av Vaupel. Gladiolus puberulus ingår i släktet sabelliljor, och familjen irisväxter. Inga underarter finns listade i Catalogue of Life.